# Cyrtandra attenuata
Cyrtandra attenuata är en tvåhjärtbladig växtart som beskrevs av Adolph Daniel Edward Elmer. Cyrtandra attenuata ingår i släktet Cyrtandra och familjen Gesneriaceae. Inga underarter finns listade i Catalogue of Life.